# Guadalajara, Spanien
Guadalajara (spanskt uttal: [ɡwaðalaˈxaɾa]
 ( lyssna)) är en stad och kommun i den autonoma regionen Kastilien-La Mancha i centrala Spanien. Staden ligger vid floden Henares i den naturliga regionen La Alcarria, cirka 51,5 kilometer nordost om Madrid. Guadalajara är huvudort i provinsen med samma namn. Kommunen har 90 909 invånare (2024), på en yta av 235,49 km².

## Etymologi
Guadalajara grundades av morerna under 700-talet och har fått sitt namn från "Wadi-al-Hejara" (وادي الحجارة), vilket betyder "stenig dal", vilket troligtvis är en direkt översättning av det iberiska namnet Arriaca, vilket betyder stenig flod (det arabiska ordet wadi kan även betyda tillfällig flod; jämför till exempel Guadalquivir).